# Medaille „40 Jahre Streitkräfte der UdSSR“

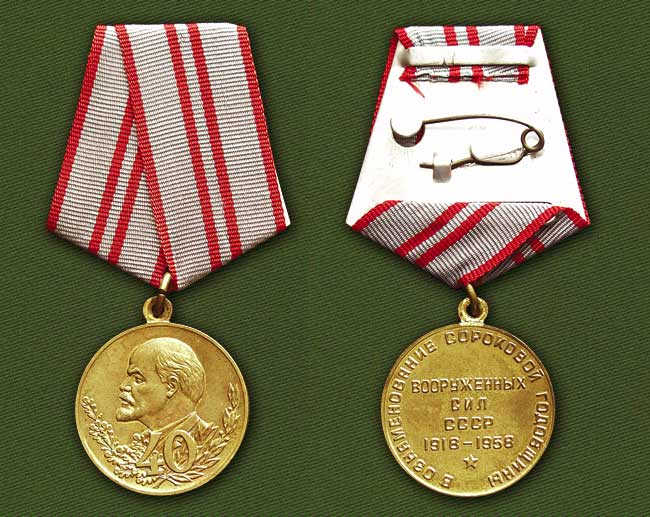
Avers und Revers der Medaille

Die Medaille „40 Jahre Streitkräfte der UdSSR“ (russisch Юбилейная медаль «40 лет Вооружённых Сил СССР») war eine Auszeichnung der Sowjetunion, welche am 18. Dezember 1957 anlässlich des 40. Jahrestages der sowjetischen Streitkräfte in einer Stufe gestiftet wurde. Die Verleihung erfolgte an alle Militärränge der Armee sowie an Militärangehörige im Ruhestand. Gleichfalls erhielten die Medaille auch Angehörige des Ministeriums für Offentliche Ordnung und Sicherheit der UdSSR sowie Rotgardisten.
Die 32 mm durchmessende vergoldete Medaille aus Messing zeigt auf ihrem Avers den links blickenden Kopfbüste von Lenin, dessen untere Hälfte von zwei Zweigen flankiert wird. Der linke Zweig besteht aus Eichen- und der rechte Zweig aus Lorbeerblättern, die sich mittig kreuzen. Über den Kreuzpunkt ist die Jahreszahl 40 zu lesen. Das Revers der Medaille zeigt dagegen innerhalb der Umschrift: В ОЗНАМЕНОВАНИЕ сороковой годовщины (Zum Gedenken anlässlich des vierzigsten Jahrestages) die vierzeilige Inschrift: Вооруженных / сил / СССР / 1918 - 1958 (Fünfzig Jahre Streitkräfte der Union der Sozialistischen Sowjetrepubliken) zu lesen. Darunter ist ein Sowjetstern zu sehen. Getragen wurden die Medaille an der linken Brustseite des Beliehenen an einer pentagonalen grauen Spange, deren Saum rot gehalten ist. Zusätzlich sind mittig zwei senkrechte rote Mittelbalken eingewebt. Die Interimspange ist von gleicher Beschaffenheit. Es wurden 820.080 Medaillen verliehen.